# Contra proferentem
Contra proferentem (lat.) je výkladové pravidlo právního jednání, podle něhož se určitý výraz, který připouští různý výklad, vykládá k tíži toho, kdo jej při jednání použil jako první (proferent). V českém právu je obsaženo v ustanovení § 557 občanského zákoníku.
Smyslem tohoto interpretačního pravidla je zabránit nejistotě v právních vztazích vyplývající z nezodpovědně či naopak záměrně použitých víceznačných výrazů. Strana, která právně jedná, by měla být ve svém projevu vůle transparentní a použije-li takový nejednoznačný pojem, je spravedlivé, aby za následky případného nedorozumění nesla odpovědnost. V určitých případech se dokonce vychází přímo z předpokladu, že proferentem je silnější strana, a proto je předem stanoveno, že se použije výklad nejpříznivější pro spotřebitele (§ 1812 odst. 1 OZ), resp. zaměstnance (§ 18 ZPr). K výkladu contra proferentem nicméně dojde jen tehdy, pokud vzniknou objektivní výkladové pochybnosti, které nejsou řešitelné obecnými metodami založenými na prvotním zjištění úmyslu jednajícího (§ 556 OZ) a poté, co bude upřednostněna obecně preferovaná varianta platnosti právního jednání (§ 574 OZ).